# 泗水国
泗水国，是中国古代汉朝期间设立的诸侯王封国，相当于郡级行政区划。

## 历史
汉武帝元鼎四年（前113年），将自己的侄子刘商封为泗水王，从原东海郡分三县。泗水国治所在凌县（今泗阳县西北）。王莽代汉后，国置废除。
东汉建立后，光武帝刘秀封叔父刘歙为泗水王，再建泗水国，不过刘歙死后很快撤销。

## 与泗水郡之区别
泗水国与泗水郡虽然同用泗水之名，而且相距不远，但两者其实全然不同，而且从未有过共同辖区。泗水郡建立于秦朝（称四川郡），汉高祖出生于郡内沛县，故改其名为沛郡。